# Lavoir (Belgique)
Pour les articles homonymes, voir Lavoir.
Lavoir (en wallon Lavoe prononcé localement Lavû) est un village de Hesbaye en Belgique. Situé dans la région naturelle appelée 'Pays Burdinale-Mehaigne' il fait administrativment partie de la commune de Héron, dans la partie occidentale de la province de Liège (Région wallonne de Belgique). C'était une commune à part entière avant la fusion des communes de 1977.
Lavoir figure parmi les douze villages repris dans la brochure Villages de caractère éditée par la Province de Liège. Il est traversé par la Fosseroule, un ruisseau qui, localement, est appelé 'Lavoir'.

## Étymologie
1145 Laveor, du latin lauatorium, emplacement médiéval du lavage du minerai de fer.

## Démographie
- Sources:INS, Rem:1831 jusqu'en 1970=recensements, 1976= nombre d'habitants au 31 décembre

## Histoire
Terre liégeoise envahie par les Pays-Bas autrichiens au XVIIIe siècle, elle fut restituée à la Principauté en 1780.

## Patrimoine et culture

### Patrimoine architectural
- L'église Saint-Hubert, datant du début du XVIIe siècle, est un édifice curieusement isolé sur une colline à l'extérieur du village. Elle est encore caractéristiquement entourée de son cimetière. Église et site naturel de la colline sont classés depuis 1949.
- Le moulin à eau du village, alimenté par l'eau de la Fosseroule (localement appelée 'Lavoir') est toujours en activité.

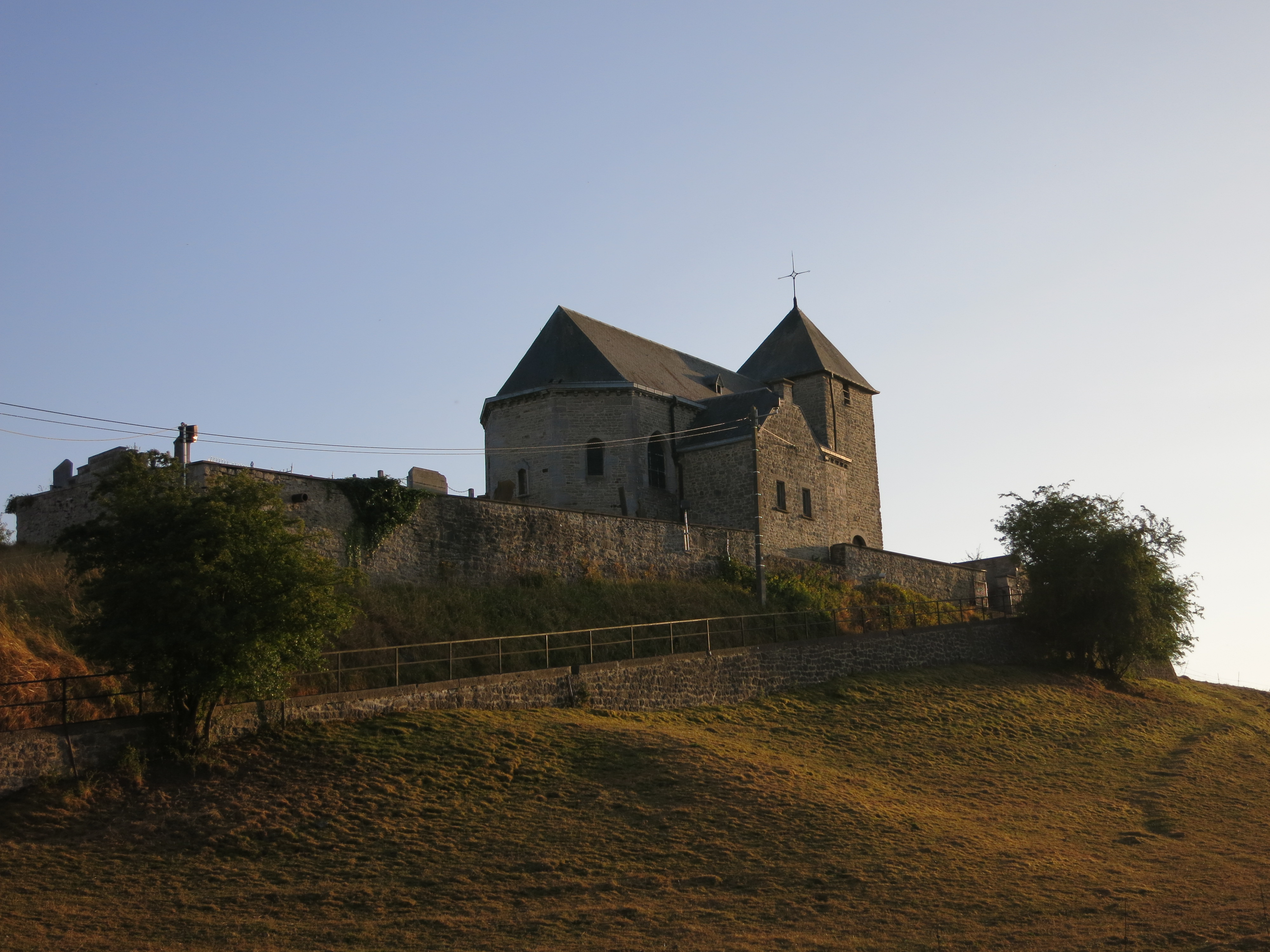
Église Saint-Hubert.
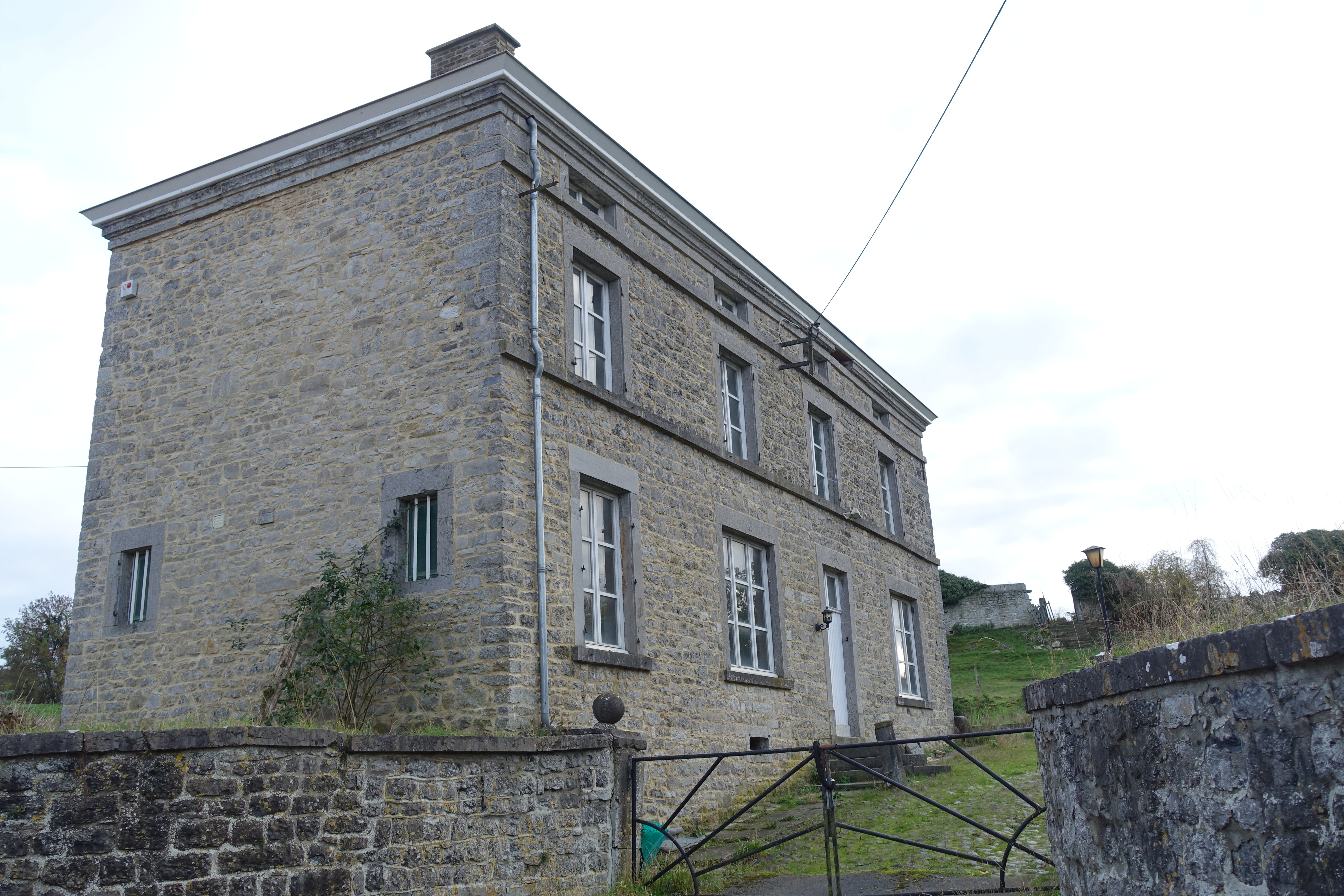
Ancien presbytère de 1726.
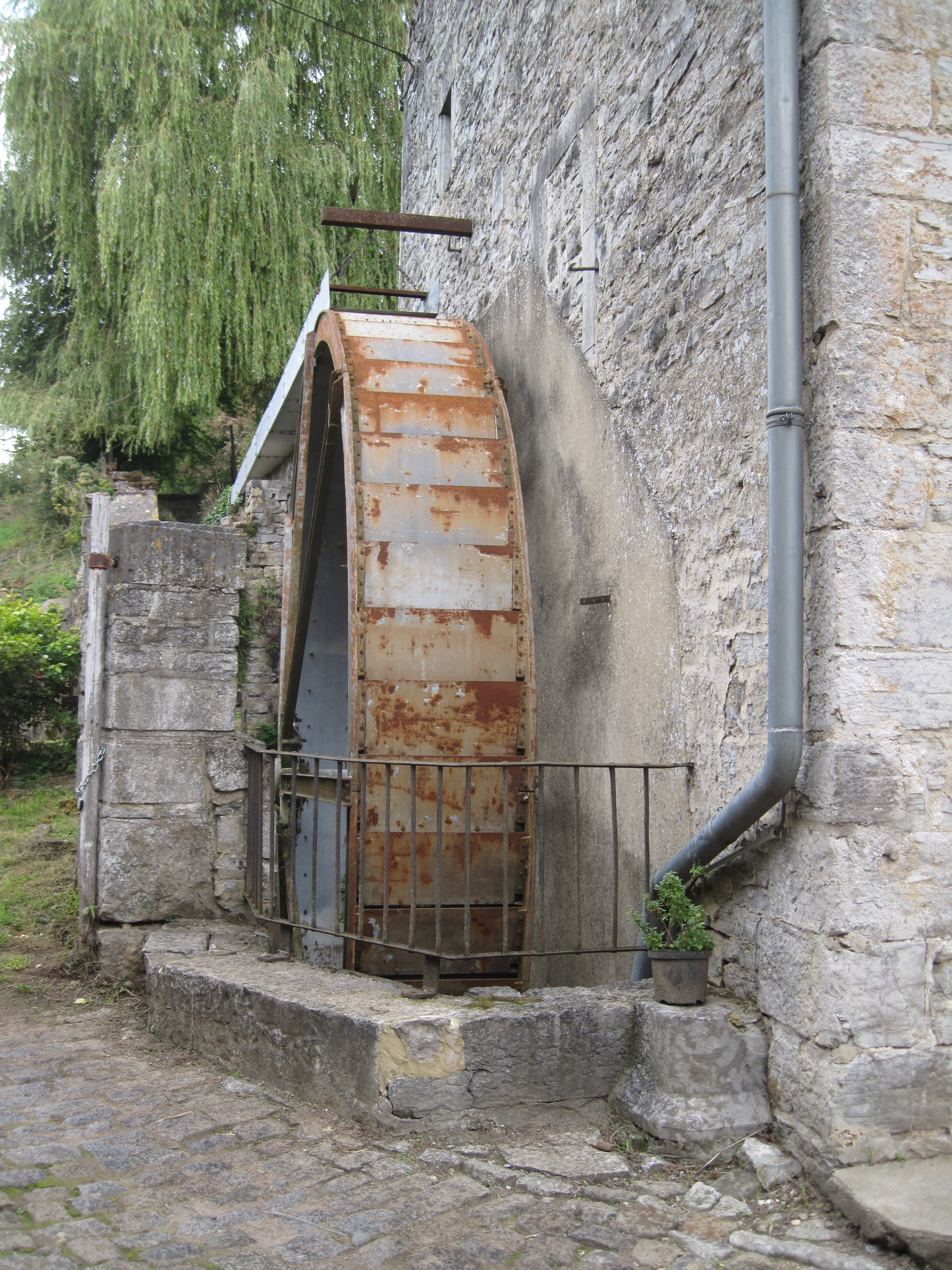
Le moulin, sur le 'Lavoir'.